# Pochwa człowieka

Schemat budowy żeńskich narządów rozrodczych

Pochwa (łac. vagina) – w anatomii człowieka odcinek żeńskich dróg rodnych. Jest przewodem mięśniowo-błoniastym, silnie rozciągliwym i elastycznym, długości 5 cm do 14 cm (zazwyczaj 6 cm do 8 cm), stanowiącym połączenie między macicą a przedsionkiem pochwy, będącym częścią sromu (pudendum feminum). Najwęższa w swojej dolnej części stopniowo się rozszerza. W części środkowej ma około 2 cm do 3 cm szerokości. Pochwa stanowi miejsce wprowadzenia nasienia, obejmując prącie w czasie kopulacji oraz drogę, którą wydostaje się płód podczas porodu, a także drogę odpływu krwi menstruacyjnej. W czasie rozwoju płodowego powstaje z połączenia części dystalnych przewodów przyśródnerczowych (przewodów Müllera).

## Położenie
Położona jest w płaszczyźnie pośrodkowej ciała, nieomal w całości w miednicy mniejszej. Końcowy, krótki odcinek przebija przeponę moczowo-płciową. Pozwala to na wyróżnienie części śródmiedniczej (pars intrapelvina) i części przeponowej (pars diaphragmatica).
Ku przodowi znajduje się pęcherz moczowy, a między pęcherzem i pochwą biegną oba moczowody. Poniżej biegnie cewka moczowa połączona z przednią ścianą pochwy przegrodą cewkowo-pochwową (septum urethrovaginale), która wypełnia przestrzeń cewkowo-pochwową (spatium urethrovaginale).

Ku tyłowi – górną część pochwy (1 cm do 2 cm) pokrywa otrzewna, która następnie przechodzi na bańkę odbytnicy, tworząc dno zagłębienia odbytniczo-macicznego, stanowiącego zazwyczaj szczelinowatą przestrzeń. Czasem wnikają w nią pętle jelita cienkiego lub inne, położone nieprawidłowo narządy (np. jajnik). Poniżej znajduje się przestrzeń odbytniczo-pochwowa (spatium rectovaginale), którą wypełnia tkanka łączna (u góry wiotka, ku dołowi coraz bardziej zbita), tworząca przegrodę odbytniczo-pochwową (septum rectovaginale).
Po bokach znajduje się duży splot żylny pochwowy, a pochwę obejmuje, lecz nie zrasta się z nią mięsień dźwigacz odbytu. Poniżej pochwa przechodzi przez przeponę moczowo-płciową, zrastając się z nią. Obejmują ją włókna mięśnia zwieracza cewki moczowej. Następnie pochwa skręca ku przodowi, łącząc się z przedsionkiem pochwy (pozostałość po zatoce moczowo-płciowej, powstającej wskutek podziału steku). Odbytnica skręca zaś ku tyłowi, co powoduje powstanie klinowatego poszerzenia szczelinowatej dotychczas przestrzeni odbytniczo-pochwowej.

## Budowa
W dolnej części pochwa ma kształt cylindra spłaszczonego w osi przód-tył, co pozwala na wyróżnienie ściany przedniej i ściany tylnej. Niżej, w miejscu gdzie słup przedni i słup tylny marszczek (columna rugarum anterior et posterior) są zaznaczone, światło pochwy u nieródek przybiera kształt litery "H" i można dodatkowo wyróżnić ściany boczne.
Koniec górny pochwy obejmuje część pochwową szyjki macicy (portio vaginalis cervicis uteri). Wnika ona skośnie w postaci brodawki, co powoduje powstanie sklepienia pochwy (fornix vaginae), które dzieli się na sklepienie przednie, tylne i sklepienia boczne prawe i lewe. Najgłębsze jest sklepienie tylne, które podczas stosunku płciowego pełni funkcję zbiornika nasienia (receptaculum seminis), skąd plemniki własnymi siłami przedostają się do macicy i dalej do jajowodów, gdzie dochodzi do ewentualnego zapłodnienia.
Koniec dolny u dziewic zamyka błona dziewicza (hymen) rozrywana podczas pierwszego stosunku płciowego na wiele drobnych kawałków, które po pierwszym porodzie kurczą się, tworząc brodawkowate wygórowania – strzępki błony dziewiczej (carunculae hymenales). Zdarzają się przypadki, kiedy młode kobiety rozrywają błonę w czasie aplikacji tamponu.

### Ściana pochwy

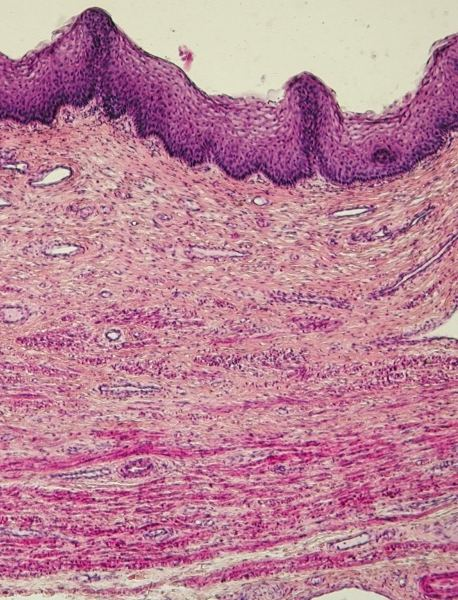
Pochwa człowieka, obraz mikroskopowy.

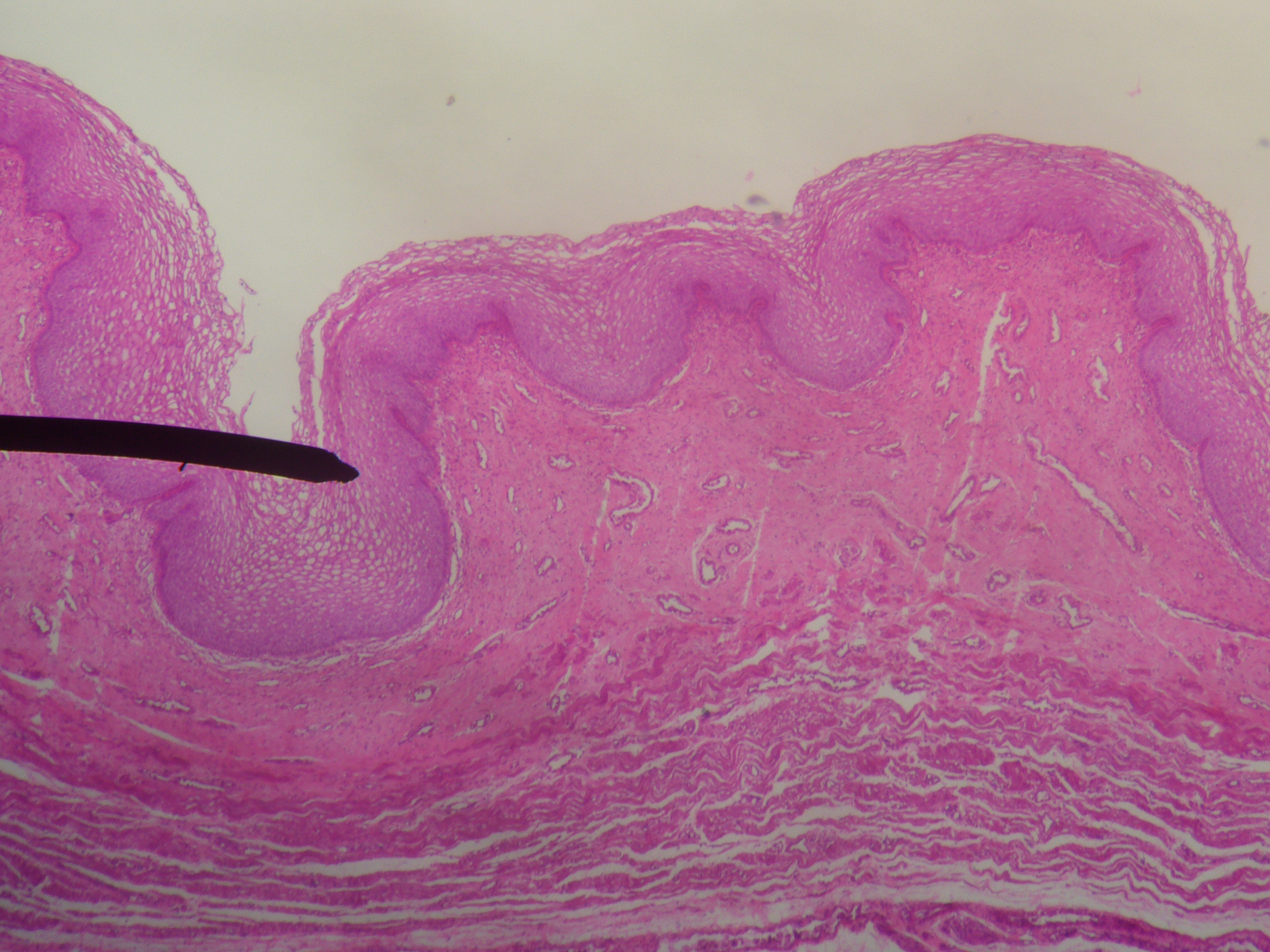
Inny obraz ściany pochwy

Ma grubość około 3 mm, jednak wartość ta może ulegać znacznym wahaniom w zależności od stanu rozluźnienia. Bogactwo włókien elastycznych i sprężystych zapewnia jej dużą rozciągliwość a zarazem kurczliwość. Podczas ciąży jej struktura ulega znacznemu rozluźnieniu, co pozwala na silne rozciągnięcie się podczas porodu. Ściana ma budowę trójwarstwową.

#### Błona zewnętrzna
Tworzy ją tkanka łączna, która od wiotkiej u góry staje się coraz bardziej zbita, podobnie jak tkanka przestrzeni odbytniczo-pochwowej i cewkowo-pochwowej, która do niej przylega.

#### Błona mięśniowa
Zbudowana z mięśni gładkich bogato przetykanych tkanką łączną (głównie włóknami sprężystymi). Biegną one podłużnie, niewiele słabych pęczków tworzy wewnętrzną warstwę okrężną. W części górnej łączy się ona z mięśniówką macicy, a ku dołowi przeplata się z mięśniami poprzecznie prążkowanymi przepony miednicy. Wnika również w przegrodę cewkowo-pochwową i odbytniczo-pochwową (jako mięsień odbytniczo-pochwowy). W warstwie podłużnej ściany przedniej i tylnej biegną obfite sploty żylne, co wywołuje niewielkie zgrubienie unoszące błonę śluzową, która wytwarza w tych miejscach słupy marszczek. Owe sploty mogą się wypełniać, co prowadzi do obrzmienia słupów.

#### Błona śluzowa
Brak ostrej granicy oddzielającej ją od błony mięśniowej. Ma barwę szaroczerwoną, co odróżnia ją od żywoczerwonej błony macicy. W stanie nierozciągniętym posiada liczne fałdy poprzeczne – marszczki pochwowe (rugae vaginales), szczególnie silnie rozwinięte w dolnej części pochwy kobiet, które nie rodziły. Grupują się one w dwa podłużne pasma na przedniej i tylnej ścianie, tworząc kolumnę marszczek pochwowych przednią i tylną (columna rugarum anterior et posterior). Pod wpływem porodów i z wiekiem ściany pochwy wygładzają się. Wyróżnia się dwie warstwy błony śluzowej pochwy:
- blaszka właściwa – zawiera liczne włókna sprężyste, brak gruczołów (mogą wystąpić pojedyncze, podobne do gruczołów szyjki macicy). Wytwarza liczne brodawki wnikające w nabłonek. W blaszce występują licznie limfocyty mogące grupować się w struktury przypominające wyglądem grudki chłonne.
- nabłonek – wielowarstwowy, nierogowaciejący nabłonek płaski[2] (choć ślady rogowacenia mogą wystąpić). W głębokich warstwach komórki zawierają ziarna glikogenu. Pod wpływem hormonów wydzielanych przez jajniki (głównie estronu, wydzielanego przez ciałko żółte) nabłonek pochwy ulega charakterystycznym zmianom. Estron powoduje silne spłaszczenie powierzchownych warstw nabłonka, cytoplazma komórek staje się kwasochłonna, zwiększa się liczba ziaren glikogenu i pojawiają się ziarnistości z eleidyną (wykładnik tendencji do rogowacenia). Wcześniej i później komórki są grubsze, a ich cytoplazma jest zasadochłonna. Zmiany te są podstawą do wyznaczenia czasu owulacji w niektórych metodach antykoncepcji. Brak tych zmian przy zachowanej menstruacji świadczy o niedoborze estronu lub cyklu anowulacyjnym (cykl bez jajeczkowania i powstania ciałka żółtego).

Ściana pochwy jest zwilżana przez białawą wydzielinę powstającą ze złuszczającego się nabłonka pochwy i dopływającą wydzielinę szyjki macicy. Zawiera ona około 5‰ kwasu mlekowego wytwarzanego przez stanowiące fizjologiczną florę pochwy bakterie Lactobacillus acidophilus. Niskie pH od 3,6–4,5 stanowi czynnik ochronny przed zakażeniami, lecz również jest barierą dla plemników. Inne mikroby, które można znaleźć w pochwie zdrowej kobiety to Streptococcus mitis i Gardnerella vaginalis. W warunkach patologicznych ilość wydzieliny może wzrosnąć i wypływać w postaci białych upławów (fluor albus).

### Unaczynienie
- tętnice:
  - tętnica pochwowa – zstępująca gałąź tętnicy macicznej (lub bezpośrednia gałąź tętnicy biodrowej wewnętrznej) dochodząca do bocznego brzegu pochwy
  - gałązki tętnicy pęcherzowej dolnej
  - gałązki tętnicy odbytniczej środkowej
  - gałązki tętnicy sromowej wewnętrznej

Na tylnej ścianie pochwy może powstać nieparzyste tętnicze zespolenie (arteria azygos vaginae).
- żyły – tworzą potężny splot pochwowy, łączący się ze splotami odbytnicy i pęcherza moczowego oraz naczyniami z narządów płciowych zewnętrznych. Krew odpływa głównie do żyły biodrowej wewnętrznej.
- chłonka z górnej części spływa wzdłuż tętnicy biodrowej wewnętrznej do węzłów biodrowych wewnętrznych, a z dolnej do węzłów okolicy pachwinowej i węzłów odbytnicy.

### Unerwienie
Zarówno włókna przewodzące wrażenia czuciowe, jak i włókna układu autonomicznego pochodzą ze splotu podbrzusznego dolnego, skąd docierają wzdłuż tętnic do błony zewnętrznej, tworząc splot pochwowy, w którym znajdują się drobne zwoje nerwowe. Z niego wychodzą nerwy do błony mięśniowej i błony śluzowej. W błonie śluzowej powstaje kolejny splot, z którego wychodzące włókna wytwarzają kolbkowate zakończenia w blaszce właściwej błony śluzowej i wolne zakończenia nerwowe w nabłonku. Niektórzy autorzy podają, że końcowa część pochwy, w pobliżu ujścia, unerwia czuciowo nerw sromowy, ma być to miejsce zwiększonej wrażliwości (punkt G).

## Choroby
- grzybica pochwy
- bakteryjne zapalenie pochwy
- rzęsistkowica
- nowotwór